# عربات للنساء فقط

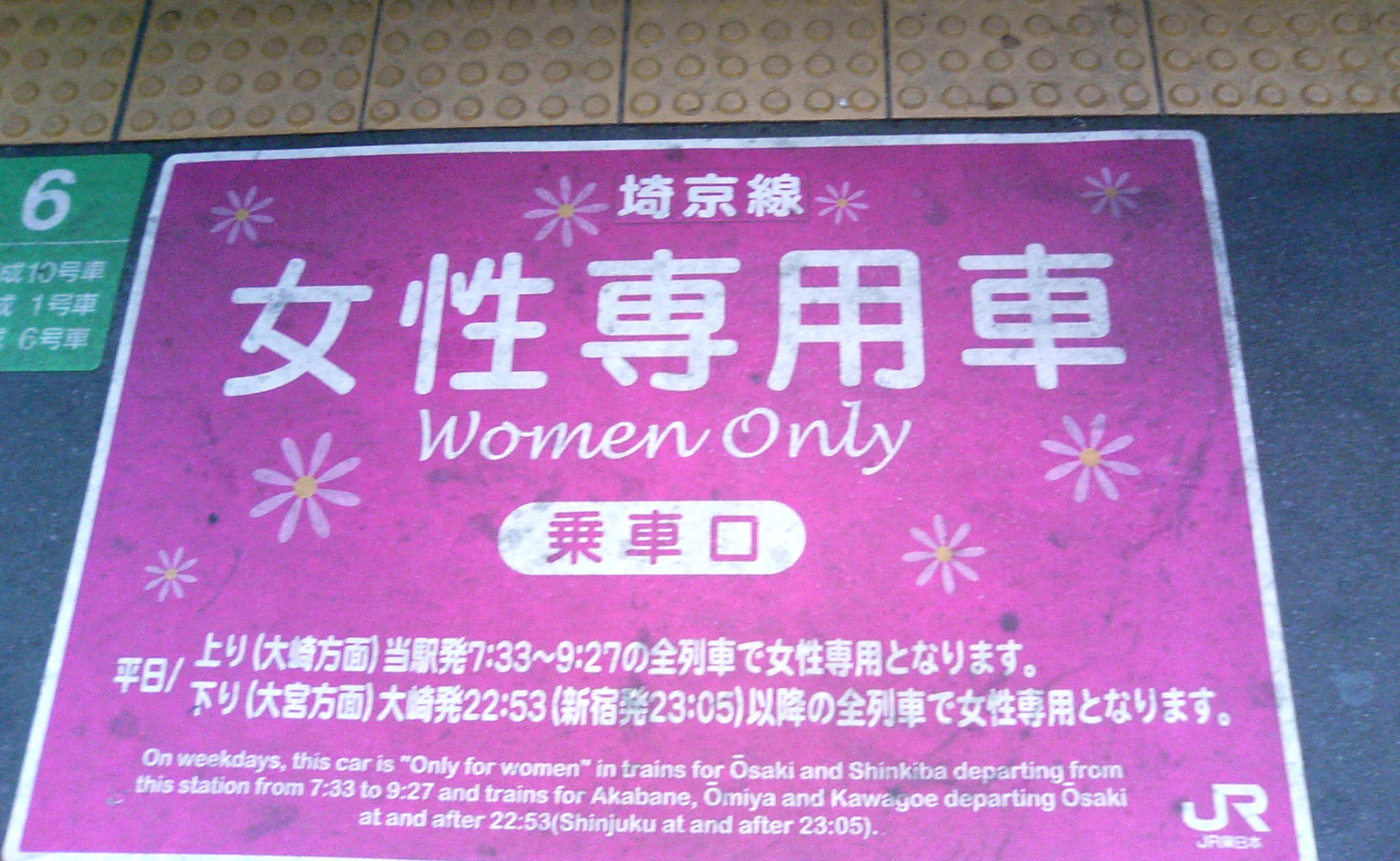
A sign on a Japanese rail platform indicating a boarding point for women-only cars.

عربات الركاب المخصصة للنساء هي عربات السكك الحديدية أو مترو الأنفاق ومخصصة للنساء فقط.

## أفريقيا

### مصر
في مترو أنفاق القاهرة تعتبر العربات الرابعة والخامسة مخصصة تمامًا للنساء وتصبح العربة الخامسة للاستخدام المختلط بعد الساعة التاسعة مساءًا. حيث تستخدم تلك العربات للنساء اللاواتي لايريدون الركوب مع الرجال. ومع ذلك مسموح للنساء ايضًا ركوب أيًا من العربات الأخرى. فتلك السياسة تم تقديمها لحماية النساء من التحرش التي تتعرض له من قِبل الرجال.

## الأمريكتان

### البرازيل

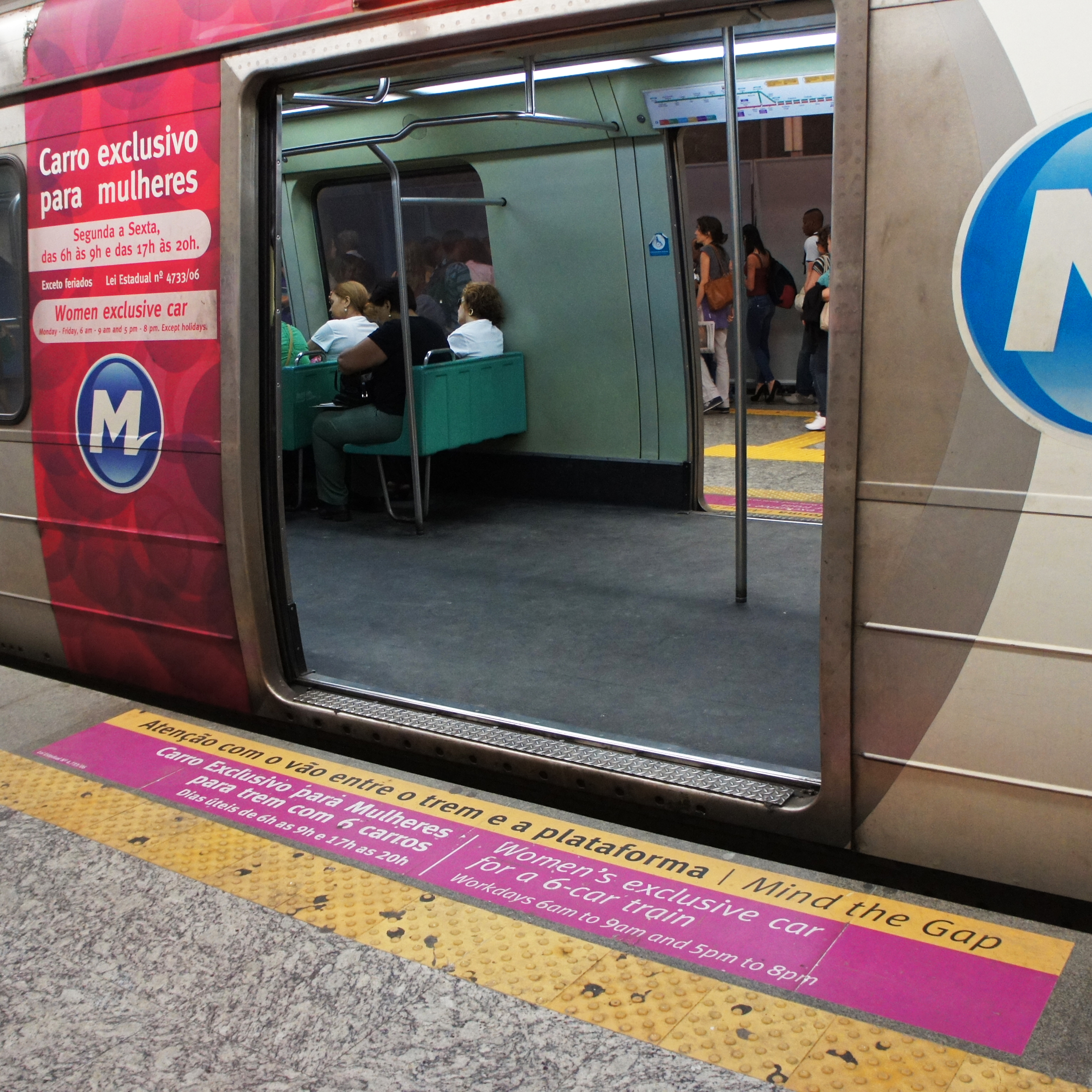
عربة مخصصة للنساء فقط في مترو ريو دي جانيرو.

في أبريل 2006، تم تنفيذ مترو ريو دي جانيرو بناءًا علي قانون الولايات والذي يدعم تخصيص سيارات ركاب للنساء لتجنب التحرش الجنسي. فلقد تم وضع علامات بالألوان الوردية على العربات المخصصة للنساء ويتم تقييد النساء وفقًا للقانون بين يومي من الاثنين إلى الجمعة وذلك خلال ساعات الذروة بين الساعة 6:00 و 9:00 ومابين 17:00 حتي 20:00. كما يوجد شرطة داخل المترو تمنع أي رجل من الركوب خلال تلك الفترة.

### المكسيك
تم تنفيذ عربات للنساء فقط في مكسيكو سيتي في عام 2008. حيث يحتوي مترو مكسيكو سيتي على سيارات مخصصة للنساء فقط.

## أوروبا

### ألمانيا
حيث تم تخصيص مقصورات خاصة بالنساء فقط في قطار لايبزيغ إلى كيمنتس الإقليمي في عام 2016. وكانت ردود الأفعال متباينة بعض الجمهور أعربوا عن ترحيبهم بالأمر ومدى شعورهم بالأمان أما البعض الآخر فاعترض واعتبر أن تلك فكرة من القرون الوسطي والتي قد تعكس تخلفًا.

## روابط خارجية
- "Indian Women Find New Peace in Rail Commute" by Jim Yardley, New York Times September 15, 2009